# Lijst van Spaanse voetballers in het buitenland
Dit is een lijst van Spaanse voetballers die buiten Spanje spelen.

## Seizoen 2006/2007

### Andorra
| Positie | Naam               | Club                    | Laatste Spaanse club |  |
| ------- | ------------------ | ----------------------- | -------------------- |  |
| K       | Carlos Puy         | FC Santa Coloma         |                      |  |
| M       | Enrique Otero      | FC Santa Coloma         |                      |  |
| M       | Roger Costa        | FC Santa Coloma         |                      |  |
| K       | Israel Alberca     | Atlètic Club d'Escaldes |                      |  |
| K       | Carlos Moreno      | Atlètic Club d'Escaldes |                      |  |
| V       | Frederic Coto      | Atlètic Club d'Escaldes |                      |  |
| V       | David Pons         | Atlètic Club d'Escaldes |                      |  |
| M       | Jordi Aleu         | Atlètic Club d'Escaldes |                      |  |
| M       | Enrique Hernandez  | Atlètic Club d'Escaldes |                      |  |
| M       | Gabriel Viñas      | Atlètic Club d'Escaldes |                      |  |
| M       | Ruben Olivera      | Atlètic Club d'Escaldes |                      |  |
| A       | Alberto Herrero    | Atlètic Club d'Escaldes |                      |  |
| A       | Ramon Perearnau    | Atlètic Club d'Escaldes |                      |  |
| K       | Ivan Meca          | FC Rànger's             |                      |  |
| K       | Gregorio Rodriguez | FC Rànger's             |                      |  |
| V       | Toni Palmero       | FC Rànger's             |                      |  |
| V       | Alex Pareja        | FC Rànger's             |                      |  |
| V       | Jose Porta         | FC Rànger's             |                      |  |
| V       | Johnny Casal       | FC Rànger's             |                      |  |
| V       | Sergio Albanell    | FC Rànger's             |                      |  |
| M       | Justo González     | FC Rànger's             |                      |  |
| M       | Christian Cruzzate | FC Rànger's             |                      |  |
| M       | Carles Bergues     | FC Rànger's             |                      |  |
| A       | Toni Caçador       | FC Rànger's             |                      |  |
| V       | Yael Fontan        | UE Sant Julià           |                      |  |
| V       | Carlos Cabello     | UE Sant Julià           |                      |  |
| M       | Ignacio Bellver    | UE Sant Julià           |                      |  |
| M       | Salva Estruch      | UE Sant Julià           |                      |  |
| M       | Boris Melendez     | UE Sant Julià           |                      |  |
| M       | Ramon Perearnau    | UE Sant Julià           |                      |  |

### Argentinië
| Positie | Naam                    | Club               | Laatste Spaanse club |  |
| ------- | ----------------------- | ------------------ | -------------------- |  |
| M       | Iván Moreno y Fabianesi | CA Vélez Sársfield |                      |  |

### België
| Positie | Naam                       | Club                       | Laatste Spaanse club |  |
| ------- | -------------------------- | -------------------------- | -------------------- |  |
| A       | Roberto Blanquez           | Verbroedering Maasmechelen |                      |  |
| V       | Daniel Calvo               | KV Kortrijk                |                      |  |
| M       | Augustin Lopez-Ruiz        | KFC Dessel Sport           |                      |  |
| M       | Miguel-Angel Solis Sanchez | KV Mechelen                |                      |  |
| V       | Laurent Gomez              | KV Oostende                |                      |  |
| V       | Sergio Petosa              | KVK Tienen                 |                      |  |
| A       | David Arena                | AFC Tubize                 |                      |  |

### Bulgarije
| Positie | Naam             | Club           | Laatste Spaanse club |      |
| ------- | ---------------- | -------------- | -------------------- | ---- |
| V       | Francisco Martos | PFC CSKA Sofia | FC Barcelona B       | 2006 |

### Cyprus
| Positie | Naam              | Club             | Laatste Spaanse club |      |
| ------- | ----------------- | ---------------- | -------------------- | ---- |
| V       | Antoni Soldevilla | Apollon Limassol | Polideportivo Ejido  | 2006 |

### Denemarken
| Positie | Naam      | Club        | Laatste Spaanse club |  |
| ------- | --------- | ----------- | -------------------- |  |
| V       | Diego Tur | FC Roskilde |                      |  |

### Duitsland
| Positie | Naam             | Club                | Laatste Spaanse club |      |
| ------- | ---------------- | ------------------- | -------------------- | ---- |
| A       | Francisco Copado | Eintracht Frankfurt | RCD Mallorca         | 1997 |

### Engeland
| Positie | Naam              | Club                  | Laatste Spaanse club   |      |
| ------- | ----------------- | --------------------- | ---------------------- | ---- |
| K       | Manuel Almunia    | Arsenal FC            | Albacete Balompié      | 2004 |
| M       | Xabi Alonso       | Liverpool FC          | Real Sociedad          | 2004 |
| V       | Zigor Aranalde    | Carlisle United FC    | CD Logroñés            | 2000 |
| V       | Álvaro Arbeloa    | Liverpool FC          | Deportivo de La Coruña | 2007 |
| M       | Mikel Arteta      | Everton FC            | Real Sociedad          | 2005 |
| K       | Adolfo Baines     | Milton Keynes Dons FC | CD Tenerife            | 2006 |
| A       | Kepa Blanco       | West Ham United FC    | Sevilla FC             | 2007 |
| M       | Arnau Caldentey   | Sunderland FC         | FC Barcelona B         | 2006 |
| V       | Iván Campo        | Bolton Wanderers FC   | Real Madrid            | 2002 |
| M       | Luis Castro       | Ipswich Town FC       | Racing de Ferrol       | 2005 |
| M       | Francisco Durán   | Liverpool FC          | Málaga CF              | 2007 |
| M       | Francesc Fàbregas | Arsenal FC            | FC Barcelona           | 2003 |
| V       | Miquel Roque      | Oldham Athletic       | UE Lleida              | 2006 |
| A       | Luis García       | Liverpool FC          | FC Barcelona           | 2004 |
| M       | Iñigo Idiakez     | Southampton FC        | Rayo Vallecano         | 2004 |
| A       | Albert Luque      | Newcastle United FC   | Deportivo de La Coruña | 2005 |
| V       | César Martín      | Bolton Wanderers FC   | UD Levante             | 2007 |
| M       | Roberto Martínez  | Swansea City AFC      | CF Balaguer            | 1995 |
| M       | Gaizka Mendieta   | Middlesbrough FC      | FC Barcelona           | 2003 |
| K       | José Manuel Reina | Liverpool FC          | Villarreal CF          | 2005 |
| A       | Juan Ugarte       | Wrexham AFC           | Barakaldo CF           | 2004 |

### Frankrijk/Monaco
| Positie | Naam         | Club      | Laatste Spaanse club |      |
| ------- | ------------ | --------- | -------------------- | ---- |
| M       | Gerard López | AS Monaco | FC Barcelona         | 2005 |

### Griekenland
| Positie | Naam              | Club             | Laatste Spaanse club   |      |
| ------- | ----------------- | ---------------- | ---------------------- | ---- |
| V       | Pablo Coira       | Aris Saloniki    | Recreativo Huelva      | 2006 |
| A       | Sergio Contreras  | Aris Saloniki    | Málaga CF              | 2003 |
| M       | Aarón Escudero    | Aris Saloniki    |                        |      |
| M       | Jon Andoni García | Aris Saloniki    |                        |      |
| A       | Rubén Palazuelos  | Aris Saloniki    | CF Palencia            | 2006 |
| A       | Javito Peral      | Aris Saloniki    | FC Barcelona B         | 2006 |
| M       | Alejandro Pérez   | Aris Saloniki    |                        |      |
| A       | Adrián Pineda     | Aris Saloniki    |                        |      |
| M       | José Luis Reyes   | Aris Saloniki    |                        |      |
| M       | Víctor Sánchez    | Panathinaikos FC | Deportivo de La Coruña | 2006 |

### Israël
| Positie | Naam       | Club             | Laatste Spaanse club |      |
| ------- | ---------- | ---------------- | -------------------- | ---- |
| A       | Ibón Pérez | Maccabi Herzliya | CD Logroñés          | 2006 |

### Japan
| Positie | Naam                  | Club               | Laatste Spaanse club |  |
| ------- | --------------------- | ------------------ | -------------------- |  |
| A       | Sergio Ariel Escudero | Urawa Red Diamonds |                      |  |

### Kroatië
| Positie | Naam                          | Club      | Laatste Spaanse club |      |
| ------- | ----------------------------- | --------- | -------------------- | ---- |
| M       | Antonio Jesús García González | NK Rijeka | CD Tenerife          | 2006 |

### Nederland
| Positie | Naam             | Club         | Laatste Spaanse club |      |
| ------- | ---------------- | ------------ | -------------------- | ---- |
| M       | Gabri García     | AFC Ajax     | FC Barcelona         | 2006 |
| M       | Roger García     | AFC Ajax     | Villarreal CF        | 2006 |
| K       | Sergio Sánchez   | ADO Den Haag | Getafe CF            | 2007 |
| V       | Alberto Saavedra | ADO Den Haag | CD Numancia          | 2004 |

### Portugal
| Positie | Naam               | Club             | Laatste Spaanse club   |      |
| ------- | ------------------ | ---------------- | ---------------------- | ---- |
| K       | José Belman        | Nacional Madeira | Real Zaragoza          | 1997 |
| K       | Daniel Mallo       | Sporting Braga   | Deportivo de La Coruña | 2006 |
| A       | Yonathan Rodriguez | Estrela Amadora  |                        |      |

### Oekraïne
| Positie | Naam             | Club              | Laatste Spaanse club |      |
| ------- | ---------------- | ----------------- | -------------------- | ---- |
| V       | Daniel Fernández | Metallurg Donetsk | FC Barcelona B       | 2006 |

### Rusland
| Positie | Naam              | Club          | Laatste Spaanse club |      |
| ------- | ----------------- | ------------- | -------------------- | ---- |
| V       | Antoni Soldevilla | FC Amkar Perm | Polideportivo Ejido  | 2006 |

### Schotland
| Positie | Naam            | Club       | Laatste Spaanse club |      |
| ------- | --------------- | ---------- | -------------------- | ---- |
| A       | David Fernández | Kilmarnock | CD Toledo            | 2000 |
| A       | Nacho Novo      | Rangers FC | SD Huesca            | 2001 |

### Turkije
| Positie | Naam        | Club        | Laatste Spaanse club |      |
| ------- | ----------- | ----------- | -------------------- | ---- |
| A       | Dani García | Denizlispor | RCD Espanyol         | 2005 |

## Seizoen 2007/2008

### Argentinië
| Positie | Naam                    | Club                    | Laatste Spaanse club |  |
| ------- | ----------------------- | ----------------------- | -------------------- |  |
| M       | Iván Moreno y Fabianesi | Estudiantes de La Plata |                      |  |

### België
| Positie | Naam                       | Club                       | Laatste Spaanse club |      |
| ------- | -------------------------- | -------------------------- | -------------------- | ---- |
| A       | Bernabé Ballester          | Excelsior Mouscron         | Valencia CF Mestalla | 2007 |
| A       | Roberto Blanquez           | Verbroedering Maasmechelen |                      |      |
| V       | Daniel Calvo               | KV Kortrijk                |                      |      |
| A       | Carlos Coto                | Excelsior Mouscron         | FC Barcelona C       | 2007 |
| M       | Augustin Lopez-Ruiz        | KFC Dessel Sport           |                      |      |
| M       | Miguel-Angel Solis Sanchez | KV Mechelen                |                      |      |
| V       | Laurent Gomez              | KV Oostende                |                      |      |
| V       | Sergio Petosa              | KVK Tienen                 |                      |      |
| A       | David Arena                | AFC Tubize                 |                      |      |
| V       | Miguel Palencia            | Excelsior Mouscron         | Real Madrid Castilla | 2007 |

### Bulgarije
| Positie | Naam             | Club           | Laatste Spaanse club |      |
| ------- | ---------------- | -------------- | -------------------- | ---- |
| V       | Francisco Martos | PFC CSKA Sofia | FC Barcelona B       | 2006 |

### Cyprus
| Positie | Naam           | Club         | Laatste Spaanse club |      |
| ------- | -------------- | ------------ | -------------------- | ---- |
| A       | David Cabarcos | Alki Larnaca | UEA Gramenet         | 2007 |

### Duitsland
| Positie | Naam             | Club                | Laatste Spaanse club |      |
| ------- | ---------------- | ------------------- | -------------------- | ---- |
| A       | Francisco Copado | Eintracht Frankfurt | RCD Mallorca         | 1997 |

### Engeland
| Positie | Naam                 | Club                  | Laatste Spaanse club   |      |
| ------- | -------------------- | --------------------- | ---------------------- | ---- |
| K       | Manuel Almunia       | Arsenal FC            | Albacete Balompié      | 2004 |
| M       | Mikel Alonso         | Bolton Wanderers      | Real Sociedad          | 2007 |
| M       | Xabi Alonso          | Liverpool FC          | Real Sociedad          | 2004 |
| V       | Zigor Aranalde       | Carlisle United FC    | CD Logroñés            | 2000 |
| V       | Álvaro Arbeloa       | Liverpool FC          | Deportivo de La Coruña | 2007 |
| M       | Mikel Arteta         | Everton FC            | Real Sociedad          | 2005 |
| K       | Adolfo Baines        | Milton Keynes Dons FC | CD Tenerife            | 2006 |
| A       | Guillem Baza         | Barnsley FC           | RCD Espanyol           | 2007 |
| V       | Iván Campo           | Bolton Wanderers FC   | Real Madrid            | 2002 |
| M       | Luis Castro Sito     | Ipswich Town FC       | Racing de Ferrol       | 2005 |
| A       | Pablo Couñago        | Ipswich Town FC       | Málaga CF              | 2007 |
| M       | Francisco Durán      | Liverpool FC          | Málaga CF              | 2007 |
| M       | Francesc Fàbregas    | Arsenal FC            | FC Barcelona           | 2003 |
| V       | Javier Garrido       | Manchester City FC    | Real Sociedad          | 2007 |
| M       | Iñigo Idiakez        | Southampton FC        | Rayo Vallecano         | 2004 |
| M       | Diego León           | Barnsley FC           | Real Madrid Castilla   | 2007 |
| M       | Gaizka Mendieta      | Middlesbrough FC      | FC Barcelona           | 2003 |
| M       | Francisco Mérida     | Arsenal FC            | FC Barcelona           | 2006 |
| M       | Andrea Orlandi       | Swansea City AFC      | FC Barcelona B         | 2007 |
| M       | Borja Oubiña         | Birmingham City FC    | Celta de Vigo          | 2007 |
| V       | Daniel Pacheco       | Liverpool FC          | FC Barcelona           | 2007 |
| A       | Ibón Pérez           | Swindon Town FC       | UD Melilla             | 2007 |
| V       | Ángel Rangel         | Swansea City FC       | Terrassa FC            | 2007 |
| K       | José Manuel Reina    | Liverpool FC          | Villarreal CF          | 2005 |
| V       | José Enrique Sánchez | Newcastle United      | Villarreal CF          | 2007 |
| V       | Mikel San José       | Liverpool FC          | Athletic de Bilbao     | 2007 |
| M       | Sergio Tejara        | Chelsea FC            | RCD Espanyol           | 2006 |
| A       | Fernando Torres      | Liverpool FC          | Atlético Madrid        | 2007 |
| A       | Juan Ugarte          | Wrexham AFC           | Barakaldo CF           | 2004 |

### Frankrijk
| Positie | Naam        | Club               | Laatste Spaanse club |      |
| ------- | ----------- | ------------------ | -------------------- | ---- |
| M       | Marc Crosas | Olympique Lyonnais | FC Barcelona         | 2007 |

### Griekenland
| Positie | Naam                     | Club               | Laatste Spaanse club |      |
| ------- | ------------------------ | ------------------ | -------------------- | ---- |
| V       | Raúl Bravo               | Olympiakos Piraeus | Real Madrid          | 2007 |
| M       | Toni Calvo               | Aris Saloniki      | FC Barcelona B       | 2007 |
| A       | Sergio Contreras         | Aris Saloniki      | Málaga CF            | 2003 |
| M       | Jon Andoni García        | Aris Saloniki      |                      |      |
| M       | Juan José García Granero | Ionikos            | UD Vecindario        | 2007 |
| A       | Antonio Muñoz            | AE Larissa 1964    | CD Manacor           | 2007 |
| A       | Javito Peral             | Aris Saloniki      | FC Barcelona B       | 2006 |
| M       | José Luis Reyes          | Atromitos          |                      |      |
| A       | Felipe Sanchón           | Aris Saloniki      | CE L'Hospitalet      | 2007 |
| V       | Josu Sarriegi            | Panathinaikos FC   | Athletic de Bilbao   | 2007 |
| K       | Urko                     | Iraklis Saloniki   | FC Barcelona B       | 2007 |

### Italië
| Positie | Naam          | Club           | Laatste Spaanse club |      |
| ------- | ------------- | -------------- | -------------------- | ---- |
| M       | Luis Helguera | Vicenza Calcio | Deportivo Alavés     | 2003 |
| A       | Diego Tristán | Livorno Calcio | RCD Mallorca         | 2007 |

### Japan
| Positie | Naam                  | Club               | Laatste Spaanse club |  |
| ------- | --------------------- | ------------------ | -------------------- |  |
| A       | Sergio Ariel Escudero | Urawa Red Diamonds |                      |  |

### Nederland
| Positie | Naam             | Club     | Laatste Spaanse club |      |
| ------- | ---------------- | -------- | -------------------- | ---- |
| V       | Daniel Fernández | N.E.C.   | FC Barcelona B       | 2006 |
| M       | Gabri García     | AFC Ajax | FC Barcelona         | 2006 |
| A       | Ismael Urzaíz    | AFC Ajax | Athletic Bilbao      | 2007 |

### Polen
| Positie | Naam                | Club           | Laatste Spaanse club |      |
| ------- | ------------------- | -------------- | -------------------- | ---- |
| M       | Iñaki Astiz Ventura | Legia Warschau | CA Osasuna           | 2007 |

### Portugal
| Positie | Naam                          | Club             | Laatste Spaanse club   |      |
| ------- | ----------------------------- | ---------------- | ---------------------- | ---- |
| K       | José Belman                   | Nacional Madeira | Real Zaragoza          | 1997 |
| M       | Antonio Jesús García González | UD Leiria        | CD Tenerife            | 2006 |
| K       | Daniel Mallo                  | Sporting Braga   | Deportivo de La Coruña | 2006 |
| A       | Yonathan Rodriguez            | Estrela Amadora  |                        |      |

### Rusland
| Positie | Naam              | Club          | Laatste Spaanse club |      |
| ------- | ----------------- | ------------- | -------------------- | ---- |
| V       | Antoni Soldevilla | FC Amkar Perm | Polideportivo Ejido  | 2006 |

### Schotland
| Positie | Naam             | Club                   | Laatste Spaanse club |      |
| ------- | ---------------- | ---------------------- | -------------------- | ---- |
| M       | Arnau Caldentey  | Falkirk FC             | FC Barcelona B       | 2006 |
| A       | Carlos Cuéllar   | Rangers FC             | CA Osasuna           | 2007 |
| A       | David Fernández  | Kilmarnock             | CD Toledo            | 2000 |
| A       | Nacho Novo       | Rangers FC             | SD Huesca            | 2001 |
| A       | Rubén Palazuelos | Heart of Midlothian FC | CF Palencia          | 2006 |

## Seizoen 2008/2009

### Argentinië
| Positie | Naam                    | Club                    | Laatste Spaanse club |  |
| ------- | ----------------------- | ----------------------- | -------------------- |  |
| M       | Iván Moreno y Fabianesi | Estudiantes de La Plata |                      |  |

### België
| Positie | Naam              | Club               | Laatste Spaanse club   |      |
| ------- | ----------------- | ------------------ | ---------------------- | ---- |
| A       | Bernabé Ballester | Excelsior Mouscron | Valencia CF Mestalla   | 2007 |
| V       | Daniel Calvo      | KV Kortrijk        |                        |      |
| V       | Chapi             | SV Zulte Waregem   | Deportivo de La Coruña | 2008 |

### Duitsland
| Positie | Naam             | Club                | Laatste Spaanse club |      |
| ------- | ---------------- | ------------------- | -------------------- | ---- |
| A       | Francisco Copado | TSG 1899 Hoffenheim | RCD Mallorca         | 1997 |

### Engeland
| Positie | Naam                 | Club                   | Laatste Spaanse club   |      |
| ------- | -------------------- | ---------------------- | ---------------------- | ---- |
| K       | Manuel Almunia       | Arsenal FC             | Albacete Balompié      | 2004 |
| M       | Mikel Alonso         | Bolton Wanderers       | Real Sociedad          | 2007 |
| M       | Xabi Alonso          | Liverpool FC           | Real Sociedad          | 2004 |
| V       | Zigor Aranalde       | Carlisle United FC     | CD Logroñés            | 2000 |
| V       | Álvaro Arbeloa       | Liverpool FC           | Deportivo de La Coruña | 2007 |
| M       | Mikel Arteta         | Everton FC             | Real Sociedad          | 2005 |
| K       | Adolfo Baines        | Milton Keynes Dons FC  | CD Tenerife            | 2006 |
| A       | Guillem Bauza        | Swansea City AFC       | RCD Espanyol           | 2007 |
| V       | Iván Campo           | Ipswich Town FC        | Real Madrid            | 2002 |
| A       | Pablo Couñago        | Ipswich Town FC        | Málaga CF              | 2007 |
| A       | Carlos Cuéllar       | Aston Villa            | CA Osasuna             | 2007 |
| M       | Francisco Durán      | Liverpool FC           | Málaga CF              | 2007 |
| M       | Francesc Fàbregas    | Arsenal FC             | FC Barcelona           | 2003 |
| V       | Javier Garrido       | Manchester City FC     | Real Sociedad          | 2007 |
| M       | Jordi Gómez          | Swansea City AFC       | RCD Espanyol           | 2008 |
| M       | Iñigo Idiakez        | Southampton FC         | Rayo Vallecano         | 2004 |
| M       | Diego León           | Barnsley FC            | Real Madrid Castilla   | 2007 |
| M       | Gaizka Mendieta      | Middlesbrough FC       | FC Barcelona           | 2003 |
| M       | Francisco Mérida     | Arsenal FC             | FC Barcelona           | 2006 |
| M       | Andrea Orlandi       | Swansea City AFC       | FC Barcelona B         | 2007 |
| V       | Daniel Pacheco       | Liverpool FC           | FC Barcelona           | 2007 |
| M       | Daniel Parejo        | Queens Park Rangers FC | Real Madrid Castilla   | 2007 |
| A       | Gorka Pintado        | Swansea City AFC       | Granada CF             | 2008 |
| K       | Daniel Planchería    | Blackburn Rovers       | FC Barcelona B         | 2008 |
| V       | Ángel Rangel         | Swansea City FC        | Terrassa FC            | 2007 |
| K       | José Manuel Reina    | Liverpool FC           | Villarreal CF          | 2005 |
| A       | Albert Riera         | Liverpool FC           | RCD Espanyol           | 2008 |
| K       | César Sánchez        | Tottenham Hotspur      | Real Zaragoza          | 2008 |
| V       | José Enrique Sánchez | Newcastle United       | Villarreal CF          | 2007 |
| V       | Mikel San José       | Liverpool FC           | Athletic de Bilbao     | 2007 |
| V       | Albert Serrán        | Swansea City AFC       | RCD Espanyol           | 2008 |
| M       | Sergio Tejara        | Chelsea FC             | RCD Espanyol           | 2006 |
| A       | Fernando Torres      | Liverpool FC           | Atlético Madrid        | 2007 |
| A       | Diego Tristán        | West Ham United        | RCD Mallorca           | 2007 |
| M       | Borja Valero         | West Bromwich Albion   | RCD Mallorca           | 2008 |
| A       | Xisco                | Newcastle United       | Deportivo de La Coruña | 2008 |

### Griekenland
| Positie | Naam                             | Club               | Laatste Spaanse club |      |
| ------- | -------------------------------- | ------------------ | -------------------- | ---- |
| V       | Raúl Bravo                       | Olympiakos Piraeus | Real Madrid          | 2007 |
| M       | Toni Calvo                       | Aris Saloniki      | FC Barcelona B       | 2007 |
| A       | Koke                             | Aris Saloniki      | Málaga CF            | 2003 |
| M       | Juan José García Granero         | Ionikos            | UD Vecindario        | 2007 |
| A       | Francisco José González Expósito | Iraklis Saloniki   | Orihuela CF          | 2008 |
| M       | Óscar González                   | Olympiakos Piraeus | Real Zaragoza        | 2008 |
| V       | Juanfran García                  | AEK Athene         | Real Zaragoza        | 2008 |
| M       | José Fernando Marqués Martín     | Iraklis Saloniki   | Atlético Madrid      | 2008 |
| V       | Francisco Martos                 | Iraklis Saloniki   | FC Barcelona B       | 2006 |
| A       | Javito Peral                     | Aris Saloniki      | FC Barcelona B       | 2006 |
| A       | Llorenç Riera                    | Panthrakikos       | RCD Espanyol         | 2008 |
| K       | José Manuel Rocas                | Panthrakikos       | Orihuela CF          | 2008 |
| A       | Sergio Sirio                     | Atromitos          | CF Badalona          | 2006 |
| A       | Felipe Sanchón                   | Aris Saloniki      | CE L'Hospitalet      | 2007 |
| V       | Josu Sarriegi                    | Panathinaikos FC   | Athletic de Bilbao   | 2007 |
| V       | Juan Velasco                     | Panthrakikos       | RCD Espanyol         | 2007 |
| A       | Aleix Vidal                      | Panthrakikos       | RCD Espanyol B       | 2008 |
| M       | Vitolo                           | Aris Saloniki      | Celta de Vigo        | 2008 |

### Italië
| Positie | Naam         | Club           | Laatste Spaanse club |      |
| ------- | ------------ | -------------- | -------------------- | ---- |
| M       | Iago Falqué  | Juventus       | FC Barcelona B       | 2008 |
| V       | Andreu Ramos | Udinese Calcio | CF Damm              | 2008 |

### Japan
| Positie | Naam                  | Club               | Laatste Spaanse club |  |
| ------- | --------------------- | ------------------ | -------------------- |  |
| A       | Sergio Ariel Escudero | Urawa Red Diamonds |                      |  |

### Nederland
| Positie | Naam             | Club     | Laatste Spaanse club   |      |
| ------- | ---------------- | -------- | ---------------------- | ---- |
| V       | Daniel Fernández | N.E.C.   | FC Barcelona B         | 2006 |
| M       | Gabri García     | AFC Ajax | FC Barcelona           | 2006 |
| V       | Oleguer Presas   | AFC Ajax | FC Barcelona           | 2008 |
| M       | Enric Vallès     | N.E.C.   | FC Barcelona Juvenil A | 2008 |

### Nieuw-Zeeland
| Positie | Naam        | Club             | Laatste Spaanse club |      |
| ------- | ----------- | ---------------- | -------------------- | ---- |
| M       | Xavier Roca | Auckland City FC | CE Sabadell          | 2008 |

### Oostenrijk
| Positie | Naam              | Club    | Laatste Spaanse club |      |
| ------- | ----------------- | ------- | -------------------- | ---- |
| A       | Ignacio Rodríguez | SV Ried | UD Lanzarote         | 2008 |

### Polen
| Positie | Naam               | Club           | Laatste Spaanse club |      |
| ------- | ------------------ | -------------- | -------------------- | ---- |
| A       | Mikel Arruabarrena | Legia Warschau | CD Tenerife          | 2008 |
| M       | Iñaki Astiz        | Legia Warschau | CA Osasuna           | 2007 |
| V       | Iñaki Descarga     | Legia Warschau | UD Levante           | 2008 |
| M       | Alberto Ortíz      | Legia Warschau | RCD Espanyol B       | 2008 |

### Portugal
| Positie | Naam                          | Club             | Laatste Spaanse club   |      |
| ------- | ----------------------------- | ---------------- | ---------------------- | ---- |
| M       | Javier Balboa                 | SL Benfica       | Real Madrid            | 2008 |
| K       | José Belman                   | Nacional Madeira | Real Zaragoza          | 1997 |
| M       | Antonio Jesús García González | UD Leiria        | CD Tenerife            | 2006 |
| K       | Daniel Mallo                  | Sporting Braga   | Deportivo de La Coruña | 2006 |
| M       | José Antonio Reyes            | SL Benfica       | Atlético Madrid        | 2008 |
| V       | Rodri                         | CS Marítimo      | Deportivo de La Coruña | 2008 |

### Roemenië
| Positie | Naam               | Club               | Laatste Spaanse club   |      |
| ------- | ------------------ | ------------------ | ---------------------- | ---- |
| M       | Abel Gómez         | Steaua Boekarest   | Sevilla Atlético       | 2008 |
| A       | Ibón Pérez         | Pandurii Târgu Jiu | UD Melilla             | 2007 |
| A       | Yonathan Rodriguez | Pandurii Târgu Jiu | CD San Isidro          | 2005 |
| M       | David Sánchez      | FC Timişoara       | Gimnàstic de Tarragona | 2008 |
| K       | Urko               | Rapid Bucureşti    | FC Barcelona B         | 2007 |

### Rusland
| Positie | Naam              | Club          | Laatste Spaanse club |      |
| ------- | ----------------- | ------------- | -------------------- | ---- |
| V       | Antoni Soldevilla | FC Amkar Perm | Polideportivo Ejido  | 2006 |

### Schotland
| Positie | Naam              | Club                   | Laatste Spaanse club |      |
| ------- | ----------------- | ---------------------- | -------------------- | ---- |
| M       | Arnau Caldentey   | Falkirk FC             | FC Barcelona B       | 2006 |
| M       | Marc Crosas       | Celtic FC              | FC Barcelona         | 2008 |
| A       | David Fernández   | Kilmarnock             | CD Toledo            | 2000 |
| V       | Antonio Guerao    | St. Mirren FC          | CE L'Hospitalet      | 2008 |
| A       | Nacho Novo        | Rangers FC             | SD Huesca            | 2001 |
| A       | Aarón Ñíguez      | Rangers FC             | CD Xerez             | 2008 |
| A       | Rubén Palazuelos  | Heart of Midlothian FC | CF Palencia          | 2006 |
| A       | Francisco Sandaza | Dundee United          | Valencia CF Mestalla | 2008 |

### Turkije
| Positie | Naam         | Club       | Laatste Spaanse club |      |
| ------- | ------------ | ---------- | -------------------- | ---- |
| A       | Daniel Güiza | Fenerbahçe | RCD Mallorca         | 2008 |
| M       | Josico       | Fenerbahçe | Villarreal CF        | 2008 |

### Zwitserland
| Positie | Naam              | Club                    | Laatste Spaanse club |      |
| ------- | ----------------- | ----------------------- | -------------------- | ---- |
| M       | Carlos Varela     | BSC Young Boys          |                      |      |
| V       | Guillermo Vallori | Grasshopper-Club Zürich | RCD Mallorca         | 2007 |